# Ante Kesić
Ante Kesić (Split, 4. prosinca 1900. – Split, 24. kolovoza 1971.) bio je hrvatski nogometaš i nogometni reprezentativac.

### Klupska karijera
Igrao je za splitske klubove Jug (današnji RNK Split) i Hajduk. Nakon igračke karijere bio je član uprave Hajduka, a za vrijeme talijanske okupacije 1941. – 1943. kod njega su bili skriveni klupski trofeji.

### Reprezentativna karijera
Za nogometnu reprezentaciju Kraljevine Jugoslavije odigrao je jednu utakmicu.